# Larry Speakes

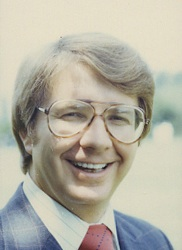
Larry Speakes (1976)

Larry Speakes (* 13. September 1939 in Cleveland, Mississippi; † 10. Januar 2014 ebenda) war ein US-amerikanischer Journalist, der während der Amtszeit von US-Präsident Ronald Reagan als White House Deputy Press Secretary sechs Jahre lang kommissarischer Pressesprecher des Weißen Hauses war.

## Leben

### Studium und berufliche Tätigkeiten
Speakes, Sohn eines Bankmanagers, absolvierte nach dem Schulbesuch ein Studium im Fach Journalismus an der University of Mississippi und war danach Mitte der 1960er Jahre Redakteur bei Tageszeitungen im Bundesstaat Mississippi. Er wurde 1968 Pressesekretär von James Eastland, ein demokratischer US-Senator aus Mississippi.
1974 wurde er Pressesekretär des Sonderberaters von US-Präsident Richard Nixon während der Anhörungen zur Watergate-Affäre. Nach dem Rücktritt von Nixon wurde er Assistierender Pressesekretär von Präsident Gerald Ford. Während des US-Präsidentschaftswahlkampfes arbeitete er als Pressesprecher von Bob Dole, Fords „Running Mate“ der Republikanischen Partei für das Amt des US-Vizepräsidenten. Nachdem der Demokrat Jimmy Carter zum Präsidenten gewählt worden war, wurde Speakes Mitarbeiter der PR-Agentur Hill and Knowlton in Washington, D.C.

### Kommissarischer Pressesprecher des Weißen Hauses
Nach dem Sieg von Ronald Reagan bei der Präsidentschaftswahl 1980 wurde Speakes Mitarbeiter in dessen Übergangsteam, ehe er nach dem Amtsantritt Reagans am 20. Januar 1981 stellvertretender Pressesprecher des Weißen Hauses wurde.
Er wurde kommissarischer Pressesprecher des Weißen Hauses, nachdem Pressesprecher (White House Press Secretary) James Brady beim Attentat auf Ronald Reagan am 30. März 1981 durch John Hinckley, Jr. so schwer verletzt wurde, dass er linksseitig weitgehend gelähmt war, Gedächtnislücken hatte und seine Emotionen beim Sprechen nur schlecht kontrollieren konnte. Offiziell war Brady während der gesamten Amtszeit Reagans dessen Pressesprecher. In der Praxis war er jedoch nie mehr als solcher tätig, sondern die Aufgaben wurden seither von Speakes bis 1987 als White House Deputy Press Secretary übernommen.
In seiner ersten Pressekonferenz wirkte er auf die Fragen der Journalisten unvorbereitet, insbesondere als er gefragt wurde, wer während der Operation des Präsidenten die Amtsgeschäfte der US-Regierung führe, da Vizepräsident George H. W. Bush noch nicht von einer Besuchsreise in Texas nach Washington, D.C. zurückgekehrt war. Seine Antwort „Ich kann diese Frage zur jetzigen Zeit nicht beantworten“ (‚I cannot answer that question at this time‘) führte zu einer wütenden Reaktion von Außenminister Alexander Haig, der den Presseraum betrat und die denkwürdige – und verfassungsgemäß unrichtige – Aussage tat: „Zur Zeit habe ich hier im Weißen Haus die Kontrolle bis zur anstehenden Rückkehr des Vizepräsidenten, mit dem ich in enger Verbindung stehe“ (‚As of now, I am in control here in the White House, pending the return of the vice president and in close touch with him‘). Tatsächlich hätte Haig bekannt sein müssen, dass in Abwesenheit des Vizepräsidenten die verfassungsmäßige Nachfolge des Präsidenten der Vereinigten Staaten beim Sprecher des Repräsentantenhauses liegt; als Außenminister stand Haig in der Rangfolge lediglich an vierter Stelle.
Auch zu späteren Anlässen war Speakes oftmals nicht informiert wie zum Beispiel während der US-Invasion in Grenada im Oktober 1983 als offensichtlich wurde, dass Präsident Reagan und der innere Führungskreis der Regierung ihn in Unkenntnis über diese Militärinvasion gelassen hatte und auch nichts unternahm, diese Unkenntnis zu überspielen. Speakes sagte dazu später, dass dieses Belügen durch den Präsidenten und dessen Führungsgruppe der Tiefpunkt seiner Amtszeit war.

### Ausscheiden aus dem Regierungsdienst und Memoiren
Nach seinem Ausscheiden aus dem Regierungsdienst wurde Speakes 1987 Leitender Vizepräsident für Öffentlichkeitsarbeit des Finanzdienstleistungsinstituts Merrill Lynch.
Er verfasste 1988 unter dem Titel Speaking Out seine Memoiren, in denen er ausführte, dass er Reportern aufbereitete Informationen zukommen ließ, damit Präsident Reagan besser dargestellt wird. Dies führte zu einem Sturm der Entrüstung innerhalb der Medien.
In Speaking Out offenbarte er, dass die innerhalb der Medien weit verbreiteten Bemerkungen, die Reagan auf dem Genfer Gipfelkonferenz (1985) gegenüber dem Generalsekretär der KPdSU, Michail Sergejewitsch Gorbatschow, machte, tatsächlich von ihm und einem Mitarbeiter stammten. Dazu gehörte auch der Satz: „Es gibt vieles, was uns trennt, aber ich glaube, dass die Welt leichter atmet, weil wir hier zusammen sprechen“ (‚There is much that divides us, but I believe the world breathes easier because we are talking here together‘). Speakes führte dazu aus, dass er diese gemachten Aussagen einbezog und verbreitete, weil er befürchtete, dass die USA ansonsten den Kampf in der Öffentlichkeitsarbeit gegen die Sowjetunion verlieren könnte. Er gab ferner preis, dass er ein Reagan zugesprochenes Zitat erfunden hatte, nachdem ein sowjetisches Kampfflugzeug eine Boeing 747 der Korean Air Lines am 1. September 1983 auf dem Flug 007 abgeschossen hatte. Laut den Memoiren war es jedoch in der Nachbetrachtung eindeutig falsch, solche Freiheiten herauszunehmen, um dieses Zitat zu erfinden.
Die Enthüllungen von Speakes verursachten einen derartigen Aufruhr, dass er 1988 seinen Posten bei Merrill Lynch kündigen musste. Anschließend war er zunächst Mitarbeiter für Öffentlichkeitsarbeit bei Nortel sowie danach beim US Postal Service, ehe er 2008 in den Ruhestand trat.
Helen Thomas, eine langjährige Korrespondentin der United Press International (UPI), schrieb 2000 in ihren Memoiren über seine Arbeit:
„Wenn Speakes informiert war, konnte er hilfreich sein. Wenn er von den Informationen abgeschnitten war, was vorkam, konnte es peinlich und ärgerlich sein. Ich erzählte ihm einmal: ‚Du erzählst keine Lügen, aber du hinterlässt ein großes Loch in der Wahrheit.‘“
‚When Speakes was informed, he could be helpful. When he was cut out of the loop, what resulted could be embarrassing and infuriating. As I once told him, „You didn't tell a lie, but you left a big hole in the truth“.‘
Speakes starb an den Folgen der Alzheimer-Krankheit, an der er seit Juli 2009 litt.

## Veröffentlichungen
- Speaking Out, Memoiren, 1988